# MTAB IORE
Az IORE-mozdonyok az MTAB magánvasút villamos mozdonyai, melyek 8600 tonnás vasércvonatokat továbbítanak Kiruna és Gällivare melletti bányákból a tengerparti norvég Narvik és svéd Luleå kikötőkbe. A mozdonyok elnevezése, az IORE egyrészt az "iron ore" (vasérc) szóból, másrészt a Micimackóból ismert "szamár" (angolul: Eeyore, svédül: Ior) szóból keletkezett. A 18 darab mozdonyt 1994-ben rendelte meg az MTAB, majd 2000 és 2004 között gyártotta az ADtranz Kassel-ben és Oerlikon-ban. 2007 augusztusban további 4 mozdonypárt rendeltek, 2010-es szállítással. A mozdonyok az akkori Octeon családba tartoztak, manapság azonban a Bombardier TRAXX H80AC néven említi a gyártó. Az új mozdonyok eredetileg kiváltották volna az elöregedett SJ Dm3 csuklós mozdonyokat, de ez a mai napig nem történt meg a vasércforgalom erős növekedése miatt. A mozdonyok általában párban üzemelnek, a 8600 tonnáig terjedő vonatokat 60 km/h sebességgel viszik a hegyvidéki Kiruna-Narvik vonalon, az üres vonatokat 70 km/h sebességgel továbbítják, gépmenetben 80 km/h sebességgel közlekedhetnek. A tervezés során szempont volt, hogy 3 üzemelő forgóvázzal is tartani tudja egy mozdonypár a sebességet kedvezőtlen időjárás esetén is.

## Műszaki jellemzése

### Környezeti feltételek
A környezeti hőmérséklet –40 °C és +30 °C között mozog, de 1999-2000 telén egyes pályaszakaszokon –54 °C-t is mértek. A vasúti üzem síntörés miatt néhány napra szünetelt, helyenként egész sín darabok törtek ki két keresztalj között. Ehhez jönnek még az ütközések lavinával és jégtömbökkel, valamint évente kb. 1000 rénszarvassal és 50 jávorszarvassal. A gyártó sok energiát fektetett a különleges környezeti feltételekhez optimálisan igazodó mozdonykonstrukció kialakításába. A környezeti hőmérséklet a visszaúton Narvikból Kirunába egy óra alatt a tavaszias időjárástól kemény télies időre változik. Menet közben a levegő páratartalma vízzé kondenzálódik, ezért nagy teljesítményű levegőszárító és valódi „Simplon” minősítéssel rendelkező szigetelés szükséges. A szakasz legalacsonyabb és legmagasabb pontja között a teljes szintkülönbség 550 méter. A legnagyobb emelkedés 17 ezrelék. A legnagyobb kihívást a hőmérséklet változása jelenti, olykor a nyári +30 °C és a téli –40 °C közötti hőmérsékletekkel. Közben nagy mennyiségű hó és nagy páratartalom ingadozások lépnek fel. Télen a Nap kb. egy hónapig nem emelkedik a horizont fölé. Máshogyan kifejezve zord környezetről beszélhetünk.

### Főbb műszaki adatok
Az IORE-mozdony két azonos szekcióból áll, melyek automatikus központi vonó és ütközőkészülékkel vannak összekötve. Az ikermozdony szekciónként egy-egy vezetőfülkés, amelyek szekciók külső végén találhatók. Ott nyitható pneumatikusan az SA-3 típusú központi vonó- és ütközőkészülék. Emellett található nem rugózott, normál üzemben visszahúzott ütköző, mely UIC oldalütközővel maximálisan 1000 tonnás vonat vontatására alkalmas. A vonóerőt átmeneti vonókészüléken keresztül adja át, mely az automatikus központi vonó és ütközőkészülékhez csatlakozik.

### Mechanikus rész
A mozdonyszekrény túlnyomó részben hegesztett S355 NL acélból áll. A szükséges tapadó-tömeget ballasztok biztosítják, melyet mindegyik másodlagos rugózás felett elhelyezett kb. 6 t tömegű acéllapok és kb. ugyanolyan nehéz masszív acéltartókból készült transzformátorkeret alkotják.
A mozdonyvezető munkakörülményei, a nehéz körülmények között töltött hosszú menetidő különleges figyelmet érdemel. A vezetőpult alatt a lábtartó lehető teszi, a pihenőidőkben a lábak felfektetését. Az éberségi berendezést nem csak a svéd szabvány szerinti biztonsági pedállal lehet működtetni, hanem egy kábelen lévő kézi berendezéssel is, hogy a mozdonyvezető menet közben az egész kabinban szabadon tudjon mozogni. Külső ajtó csak a jobb oldalon van. A bal oldalon lévő tolóablakot ki lehet venni, így a nyílást menekülési útként is lehet használni. A vezetőfülke kétrétegű fűtött szélvédővel és a gyakran alacsonyan álló nap ellen védelmet nyújtó elektromos működtetésű rolóval rendelkezik. A visszapillantó tükrök fűthetők és a vezetőpultról állíthatók. A vezetőfülke ma szokásos komforttal, mint légrugós fűtött szék, hűtőszekrény, főzőlap, padlófűtés, van felszerelve és CD lejátszó is be van építve. A kemény északi körülmények között lavinák vagy más eseményekből adódóan a felsővezeték feszültsége hosszabb időre kimaradhat. Több szakasz nagyon nehezen megközelíthető és minden civilizációtól messze van, így a mozdonyvezetőnek hosszabb ideig a járművön kell maradnia. Ilyen esetekre minden szekció független kerozinos fűtéssel van felszerelve.
A menetszabályzóval 41 menet és 30 fékfokozat állítható be. Elindulásnál a vonóerő 30 másodperc alatt 1200 kN-ra növekszik. Minden egyes fokozatnál a vezérlés először állandó vonóerőt állít be és utána az állandó teljesítmény hiperbolikus karakterisztikájának megfelelően fut le. A 30. menetfokozatban teljes vonóerő mellett 16 km/h sebességet ér el a mozdony, a 41 fokozaton maximális teljesítmény mellett éri el kb. 32 km/h sebességet.
Az indulási vonóerőt egy gombnyomással Tractive Effort Boost 1400 kN-ra lehet növelni. Az első kettő menetfokozatot a vonathoz való csatlakozáshoz használják, miközben a vonóerő nullára csökken 1,2 km/h mellett. Ez az összekapcsolásnál véd a sérülések ellen, különösen, ha a majdnem 46 m hosszú mozdony hátrafelé megy. Az érc be és kirakásánál a sebességet 0,1 m/s fokozatokban különösen finoman lehet vezérelni. Üres szerelvény esetén a fékezőerő max. 250 kN-ra szabályozható. Teljes vonatterhelésnél gombnyomással a teljes 750 kN fékerőt ki lehet vezérelni. A direkt fék kizárólag pneumatikusan működik, elsősorban tolatáskor használják. A mozdony ún. Life Line funkcióval van felszerelve. Ha a mozdonyvezető a vészfék kapcsolóját működteti, akkor az elektromágneses szelepek és az éberségi berendezés menetkapcsoló (Sifa) szelepei mindkét szekcióban kinyitnak és ezáltal gyorsítják a főlégvezeték légtelenítését. Egyidejűleg mindkét főkapcsoló kikapcsol és mind a négy áramszedő leereszkedik. Ez az eljárás a biztonsági elemzések egyik eredménye és egy része a biztonságtechnikai koncepciónak. Az eljárás azért szükséges, mert a maximális levegős fékerő kb. egy tizede a maximális villamos vonóerőnek.
A mozdony KE-GP Knorr-fékberendezéssel van felszerelve. Mindkét szekcióban azonos berendezés található. A kerékpárokat szinterezett féktuskókkal egy oldalon fékezik. A sűrített levegőt SL 40 csavarkompresszor állítja elő, amely a hátsó tetőburkolat leemelése után cserélhető. Az olajleválasztóval ellátott levegőszárító berendezés elvonja a lehűlés miatt keletkezett kicsapódott nedvességet, amely víztelenítő szelepen át a két fűtött gyűjtőtartályba jut. Ameddig a villamos fék aktív, addig a levegős fék 5 km/h sebesség felett a vezérlőszelep és a relé szelep között egy mágnes szelepen keresztül lekapcsol. Amennyiben kimarad a villamos fék, a mágnes szelepek gerjesztése megszűnik és a levegős fék állítja elő a szükséges fékerőt.
A nagy tengelyterhelésre való tekintettel a forgóvázak fejlesztésénél különös figyelmet fordítottak a kanyargós szakaszok jó menettulajdonságaira és az északi feltételekre. A Flexifloat forgóvázak az egyiptomi és a pakisztáni vasutak részére nagy darabszámban gyártott forgóvázak továbbfejlesztett változatai, miközben természetesen a „Rheinbraun” vasútnál használt 140 tonna tömegű Bo’Bo’ mozdonyok tapasztalatait is felhasználták.
Minden kerékpár rugalmas vezetésű keresztirányban, a közbenső kerékpár oldalirányban szabadon mozognak a gördülőcsapágyak megfelelő kialakításából eredően. Ezen megoldással a sínre ható erő és a kopás csökken. A lágy szekunderrugózás nem csak a mozdonyszekrény alatti forgóváz elfordulását teszi lehetővé, hanem oldalirányú mozgást is.
A villamos ikermozdony forgóvázkeretek gyártása Magyarországon, Mátranovákon történt. A Bombardier Mátranovákon nagy kapacitású és ultramodern forgóvázkeret-gyártó üzemet működtet. A forgóváz extrém méretei jelentették a legnagyobb kihívást Mátranováki forgóvázgyár számára. 5020 kilogrammjával több, mint kétszeres tömeggel rendelkezik, mint a többi itt gyártott mozdony forgóváz. Mozgatását nem csak a tömege, a 7300×3000×900 mm-es befoglaló mérete is megnehezítette. A forgóváz pozícióba történő hegesztéséhez egy állványt kellett építeni, ami lehetővé tette a váz függőleges felállítását és 3 különböző magasságban a hegesztést. Érdekességképpen 1500×1000- es derékszöget használtak a fejtartó beállításához. Az alkatrészeknél felhasznált anyagminőség P355NL1 extra követelményként a hideg éghajlatnak megfelelően –40C°-on 27 J ütőmunkával. Ehhez illeszkedve nikkel tartalmú hegesztő hozaganyagot alkalmaztak az alacsony hőmérsékleten működő szerkezet szívósságának megőrzése érdekében. A hegesztett forgóvázkeret két hosszanti és négy kereszttartóból áll. A primer rugók csavarrugói oldalirányban vezetik a kerékpárokat. A szekunder rugózást lágy Flexicoil rugók biztosítják.

### A villamos rész
Mindkét szekció azonos, így mindegyik külön-külön is üzemeltethető. A tető berendezései két darab széncsúszóléces áramszedőből, két túlfeszültség-levezetőből és a tetőátvezetésekből állnak. Az áramszedőt szakaszolókapcsolón, földelőkapcsolón és főmegszakítón keresztül nagyfeszültségű kábel köti össze a nagyfeszültségű cellával (HVC). A hátsó áramszedő egy külön szekrényben lévő leválasztó kapcsolón és kábelen keresztül csatlakozik a nagyfeszültségű cellához. A svéd mozdonyok tapasztalatai alapján közvetlenül a nagyfeszültségű cella mellé egy nagyfeszültségű szűrő került beépítésre. A transzformátor négy vontatási és egy segédüzemi tekerccsel rendelkezik. A transzformátor ház hegesztett alumínium szerkezet, mely a mozdonyszekrény alá van felcsavarozva. Eleme az egyenáramú közbenső körhöz tartozó két szívóköri tekercs. A transzformátornak két hűtő köre van, mindegyikhez olajszivattyú és visszahűtő tartozik.

### Hajtásrendszer
Egy szekció hajtásrendszere két független, egyenként egy forgóvázhoz hozzárendelt berendezésből, egy áramirányítóból (CON) és három vontatómotorból áll. A vízhűtésű áramirányító tartalmazza a szükséges kontaktorokat, áram- és feszültségváltókat, valamint a vezérlő- és kiértékelő elektronikát. A vontatómotorokhoz vezető kábelek közvetlenül az áramirányítóba vannak bekötve. Az áramirányító eleme az egyenáramú, közbensőköri kondenzátor, a pillanatnyi feszültség növekedéseket korlátozó kondenzátor és a szívóköri kondenzátor. Amennyiben egy hajtás meghibásodik, a megrakott vonat tovább tud haladni. A Kiruna–Narvik méretezési szakaszon a 8200 tonna vonat elindítása még három hajtással is lehetséges, mely a típusvizsgálatok közben több alkalommal is sikerült.

### Vezérlőrendszer és többes távvezérlés
A központi vezérlés két elektronika szekrényben van elhelyezve. COM1 a szabvány járműtechnikával és COM2 egyedi járműelektronikával. A vonatbusz (WTB, Wired Tran Bus) redundáns üzemmódú. A két szekció vagy két mozdony között az összeköttetést két többes vezérlőberendezés szolgáltatja. Mindegyik tartalmaz egy vonatbuszt és a Life Line-t.

## Teszt
Az észak-skandináviai ércvasút részére 2001-ben szállított villamos ikermozdonyok közül 2010 júliusáig az első sorozatú szekciók (kilenc ikermozdony számozásuk 101–118) több mint 18,2 millió km-t tettek meg, tehát a kilenc ikermozdony 9,1 millió km-t futott. A 102 szekció 1,377 millió km-rel a leghosszabb megtett utat tudhatja magáénak (153 000 km/év). A megnövelt tengelyterheléssel és a nagy terhelésű vonatszerelvényekkel szerzett tapasztalatok figyelemre méltóak. Az üzemi tapasztalatok azt mutatják, hogy a mozdonyok megbízhatóan teljesítik vasútüzemi feladatukat. A mozdonyok képesek 8160 tonna tömegű nehéz vonatot minden időjárás és tapadási körülmények között továbbítani. A tartós, szélsőséges klímaterhelés nagyon nagy. A mozdonyok bizonyították, hogy a teljes hőmérséklet tartományban tudnak üzemelni. Paradox módon a hideg nem vezetett annyi problémához, mint meleg időjárás.

## Karbantartás
A megelőző karbantartásnak a futásteljesítmény oldaláról meghatározott intervallumai a Közép-Európában szokásos értékekkel összehasonlítva viszonylag rövideknek tűnnek; esetünkben azonban tekintetbe kell lenni a zord üzemeltetési körülményeket és az átlagsebesség alacsony értékét. 13 000 kilométerenként kerül sor az egyszerű szemrevételezéses vizsgálat, az ún. „Ellenőrzés“ elvégzésére. Az első vizsgálatot (I-1) 26 000 km futásteljesítményt követően végzik el. A 936 000 km megtétele után esedékes revízióra (R-1) eddig 10 mozdonyszekción került sor. Az MTAB pótalkatrészek szállítására vonatkozó megállapodást kötött a Bombardierrel. Ennek alapján Bombardier szálltja az összes szükséges pótalkatrészt és MTAB ún. km-díjat fizet. Ez a megállapodás fedezi a mozdonyrevízióval együtt a komponensek felújítását is. A pótalkatrészek szállításáról szóló szerződést 2006-ban további 10 évvel meghosszabbították.
A megelőző karbantartás fokozatai hozzá tartozó kilométerekkel (ezer km):
- N 13
- I-1 26
- I-2 78
- I-3 156
- I-4 312
- R-1 936
- R-2 1872

A mozdonyműhelyt és a karbantartó szervezetet jelentős ráfordítással modernizálták, hogy ezek az új mozdonyokhoz tartozó karbantartási feladatok ellátására is alkalmasak legyenek. Új gépek és szerszámok beszerzésére is sor került; átépítették a műhely területének egy részét is. Az új mozdonyok méreteihez való igazodás azonban problémákat is okozott, mert a mozdonyokat a régi SJ Dm3-mas mozdonyokhoz tartozó karbantartási struktúrával párhuzamosan kellett üzemeltetni. A személyzetet széles körben képezték ki a tréningeken. A műhelyszemélyzetet a karbantartási fokozatoknak megfelelően négy tréning- és illetékességi kategóriába sorolták, az oktatás pedig ennek megfelelően történt: alkalmazottak az I-2 fokozattal bezárólag az összes tevékenység elvégzésére, a második csoport az max. I-4 fokozatig hozzárendelt munkák elvégzésére, egy további a felújításokhoz; műszakiak külön csoportja hibakeresésére és a funkciók ellenőrzésére specializálódott. Érdekes tapasztalatot jelent, hogy a magas megbízhatósággal rendelkező kis járműflotta esetén az összes terület – de különösen a hibakeresés – vonatkozásában nehéz fenntartani az illetékességet, főképp azért, mert nehezen felismerhetők a ritkán fellépő hibák.

## Obszolens komponensek és dokumentáció
Mivel az első mozdonyok és a második sorozat összeszerelése között közel 10 év telt el, a tervezőcsoport azzal a problémával szembesült, hogy néhány komponens időközben elavult. Az utóbbi években egyes villamos elemek piaci élettartama lerövidült. Ez viszont korlátozza a villamos komponensek rendelkezésre állását, és így a vasúti járművekhez hasonló hosszú élettartamú eszközök gyártását is. A szerkezet aktualizálásának a kezdetén problémát jelentett a műszaki rajzoknál és az elektronikus termékek dokumentációjánál alkalmazott régebbi formátumok. A tervezőcsoport úgy döntött, hogy a már nem időszerű formátumban elkészített rajzokat és dokumentumokat a CATIA V5 formátumra konvertálja, ami időigényes feladat volt. Az elavult alkatrészek vonatkozásában a projektet szerencse kísérte, mert a hajtáselektronika területén az első sorozathoz tartozó majdnem mindegyik alkatrész a piacról még beszerezhető volt.

## Új elemek és a mozdonyokon alkalmazott újítások
Bombardier Transportation mindent elkövetett annak érdekében, hogy az ajánlott mozdonyokat az első sorozatnak megfelelően alakítsa ki. Ezáltal fennáll a változatok közötti megfelelőség, és elkerülhető, hogy az új mozdonyokhoz bizonyos pótalkatrészek külön beszerzést igényeljenek. Néhány egység kereskedelmi beszerzése már nem volt lehetséges, ezeket működésileg hasonló cikkek helyettesítették, pl.: a mozdonyszekrény és a vontatómotorok között elhelyezett, alacsony hőmérséklet hatásának ellenálló villamos kábelek; GSM-R-berendezés, mivel a szállító beszüntette a gyártást; tartalékfűtés, az erre alkalmazott új modell maradéktalanul kompatibilis a jelenlegivel. A kedvező karbantartási körülmények fokozása érdekében néhány újítást az első sorozatnál is elvégeztek. A vezetőállás komfortjának a fokozását jelenti néhány apróbb módosítás: változtatható fényerejű nyomógomb alkalmazása, új ülés a mozdonyvezető számára, javított világítás, új fogantyú az éberségi berendezéshez. Az európai mozdonyokon általában inkább szokatlannak tűnik a WC. Az IORE-mozdonyokon azonban mindegyik szekcióban van egy-egy beépített WC. Tekintettel a sarkkörhöz közeli hőmérsékleti feltételekre, a WC vízmentes működésű, ez a második sorozatnál már korszerűbb változattal optimalizálva lett. A mozdonyok az ETCS-rendszer utólagos beszerelésére elő van készítve.

## Alkoholérzékelésen alapuló biztonsági készülék (ASID)
A mozdonyok második sorozatába Dräger Interlock XT típusú alkoholérzékelésen alapuló biztonsági készüléket (ASID) építettek be. A lehelet alkoholtartalmának az ellenőrzésére szolgáló készüléknek beépítési helye a kezelőpult. Első induláskor a mozdonyvezetőnek a lélegzetét ellenőriztetnie kell a készülékkel. A mérés eredménye határozza meg azt, hogy a mozdony vezérlőrendszere engedélyezi-e a vonóerő kifejtését, vagy sem. Az ASID készülék beépítésére az LKAB részéről támasztott általános biztonsági irányelven alapján került sor. Ezen túlmenően a vállalat felkészül a jövőbeni biztonsági irányelvekre és előírásokra.

## A második sorozat szerelése és szállítása
Az előkészítő tervezési és beszerzési tevékenységeket követően az első mozdonyszekrényt 2009 júniusában szállították Wroclaw-ból Kassel-be. A nyár során itt szerelték össze az első mozdonyt, beleértve a különféle ellenőrzések és minőség auditok elvégzését is. Az összes résztvevő számára jelentős kihívást jelentett egy ilyen nagy és nehéz mozdony szállítása a szerelés helyéről – Kasselből – a svédországi Kirunába. A lengyelországi Wroclaw-ban gyártott mozdonyszekrényt közúton szállították Kasselbe; a sínen történő szállításhoz nem állt alkalmas mélyített rakterű teherkocsi rendelkezésre. A Kassel és Kiruna közötti összehasonlíthatatlanul hosszabb útra már korábban a vasúti szállítást választották.
Jóllehet a normál nyomtávú IORE mozdony a Németországban szokásos 15 kV, 16,7 Hz felsővezeték feszültségre alkalmas mozdony, különböző okok miatt nem közlekedhetett saját lábán Észak-Svédországig:
- még a ballaszt nélküli 25 t tengelyterhelésével is a jármű túl nehéz a legtöbb közép-európai vonal számára,
- az üzemeltetéshez szükséges összes ráépített elemekkel együtt, mint pl. lépcsőkkel és feljárórudakkal együtt, a jármű számos helyen túlnyúlna az űrszelvényen.
- saját erőátviteli berendezésével történő mozgásához a jármű külön engedélyezést igényelt volna úgy Németországban, mint az ércszállító vonalig terjedő dél-svédországi vasútvonalakra.

A tengelyterhelést 25 tonnáról kb. 21 t értékre kellett csökkenteni. A teljes felszerelésű és ballaszt nélküli kb. 90 t tömegű mozdonyszekrényen a súlycsökkentésre nem kínálkozott észszerű megoldás. A megoldást azok a – hajtott forgóvázak alapján készített – vendégforgóvázak jelentették, amelyeknél elmaradtak a nem feltétlenül szükséges elemek. A szállításhoz használt forgóváz elemei lényegében: szokásos forgóvázkeret és kerékpár vontatómotor és hajtómű nélkül; a 25 t tengelyterheléshez tartozó forgóváznál alkalmazott rugózás és kerékpárvezetés; a fékberendezés beépítésére nem került sor. Az összes intézkedés eredményeként egy szekció tömege 120 t alá csökkent.
A kirunai megérkezést követően kicserélték a vendégforgóvázakat, és ezeket azonnal visszaküldték Kasselba. A járművek Kirunába eljuttatását követte a szállításhoz használt forgóvázakat átépítése hagyományos forgóvázakká, hogy ezeket egyrészt az utolsó szekció alatt beépítsék, másrészt Kirunában ezek a tartalék forgóvázak. Az űrszelvényen túlnyúló pontok számának a csökkentése érdekében a szállítást megelőzően számos rászerelt elemet – mindenekelőtt a lépcsőfokokat, a kapaszkodókat és a visszapillantó tükröket – eltávolították a járműről. Az áramszedőket leeresztett helyzetükben rögzítették. A mozdonyszekrény megmaradó további – kismértékű – túlnyúlását számításokkal vizsgálták, amik további szakvéleményekkel együtt – pl. kisiklás elleni biztonság vonatkozásában lehetővé tették a Deutsche Bahn vágányain történő közlekedés engedélyezését. A túlnyúlás a szállítási útvonal pontos rögzítését igényelte: Kassel–Hannover–Magdeburg–Bad Kleinen–Rostock Seehafen, innen komppal Trelleborgba. Későbbi szállítások útvonala Hamburg–Büchen–Schwerin majd Rostock volt. A szállítással megbízott DB Schenker AG vállalat az IORE jármű SA-3 vonókészülékének a teherkocsikkal történő közvetlen összekapcsolása helyett az US998 sorozatjelű kapcsolókocsi alkalmazását javasolta. Ezek a kocsik az egyik végükön a szokásos vonó- és ütközőkészülékkel, míg a másik végükön SA3-vonókészülékkel rendelkeznek. Ezeket a kocsikat a korábbi Deutsche Reichsbahn eredetileg azokhoz az orosz kocsikhoz szerezte be, amelyek akkoriban a mukrani kompkikötőn keresztül érkeztek. Ezen változat egyik előnye volt a speciális átmeneti vonókészülék elmaradása, a másik pedig az, hogy az szekció hátsó végén a szállítás miatt már nem volt szükség ütközök alkalmazására.

## Üzembevétel és átvételi vizsgálat
Mindegyik mozdony tényleges üzembe helyezése a különböző vizsgálatokkal együtt az Észak-Svédországba történt szállítást követően a helyszínen – Kirunában – történt. Ez az első mozdonyoknál 2,5 hónapig tartott, a többinél valamivel gyorsabb volt a folyamat. A második sorozat első mozdonyának az átvételi időpontja 2010. január volt, a vevő – LKAB – részére augusztusig átadták a második és a harmadik mozdonyt. A második sorozat utolsó mozdonyának az átvétele 2010 szeptemberében történt.

## A mozdonyok nevei
| pályaszám | név           |
| --------- | ------------- |
| 101       | Polcirkeln    |
| 102       | Malmberget    |
| 103       | Luleå         |
| 104       | Gällivare     |
| 105       | Narvik        |
| 106       | Kiruna        |
| 107       | Svappavaara   |
| 108       | Torneträsk    |
| 109       | Abisko        |
| 110       | Björkliden    |
| 111       | Katterat      |
| 112       | Vassijaure    |
| 113       | Bergfors      |
| 114       | Rautas        |
| 115       | Stenbacken    |
| 116       | Stordalen     |
| 117       | Boden         |
| 118       | Murjek        |
| 119       | Koskullskulle |
| 120       | Kaisepakte    |
| 121       | Rombak        |
| 122       | Råtsi         |
| 123       | Riksgränsen   |
| 124       | Kaitum        |
| 125       | Sjisjka       |
| 126       | Sandskär      |

## Lásd még
- China Railways HXD3B: ez az egy szekciós tehervonati mozdony az IORE mozdony alapján épült.[2]